# Lac Allard, Côte-Nord
Lac Allard är en sjö i Kanada.   Den ligger i regionen Côte-Nord och provinsen Québec, i den östra delen av landet, 1 100 km nordost om huvudstaden Ottawa. Lac Allard ligger 125 meter över havet. Arean är 6,6 kvadratkilometer. Den sträcker sig 7,8 kilometer i nord-sydlig riktning, och 2,9 kilometer i öst-västlig riktning.
I omgivningarna runt Lac Allard växer i huvudsak barrskog. Trakten runt Lac Allard är nära nog obefolkad, med mindre än två invånare per kvadratkilometer.